# Thecocarcelia latifrons
Thecocarcelia latifrons är en tvåvingeart som beskrevs av Louis-Paul Mesnil 1949. Thecocarcelia latifrons ingår i släktet Thecocarcelia och familjen parasitflugor. Inga underarter finns listade i Catalogue of Life.